# Alone (mitologia)
Alone era un eroe greco, abile medico di Atene.

## Il mito
Alone era un eroe risanatore, allievo del centauro Chirone insieme ad Asclepio.

## Interpretazione e realtà storica
Il famoso poeta Sofocle divenne sacerdote di Alone.

### Moderna
- Anna Ferrari, Dizionario di mitologia, Litopres, UTET, 2006, ISBN 88-02-07481-X.